# A470 road
Die A470 ist eine britische Staatsstraße von Cardiff nach Llandudno. Sie durchquert Wales in nord-südlicher Richtung mit einer Länge von 299 km und ist damit die bedeutendste Straße in dieser Richtung.

## Gemeinsame Trassierung mit höherwertigen Straßen
- Bei Brecon gemeinsam mit der A40 (von 51° 56′ 43″ N, 3° 24′ 37″ W bis 51° 56′ 26″ N, 3° 21′ 34″ W)
- Zwischen Rhayader (52° 18′ 1″ N, 3° 30′ 38″ W) und dem Roundabout südöstlich von Llangurig (52° 24′ 14″ N, 3° 36′ 4″ W) gemeinsam mit der A44